# 245 př. n. l.

## Události
- První punská válka (264–241 př. n. l.)

## Úmrtí
- ? – Lu Čung-lien, čínský učenec a státník (* 305 př. n. l.)

## Hlavy států
- Seleukovská říše – Seleukos II. Kallinikos (246–225 př. n. l.)
- Řecko-baktrijské království – Diodotus I. (250–240 př. n. l.)
- Parthská říše – Arsakés I. (247–211 př. n. l.)
- Egypt – Ptolemaios III. Euergetés (246–222 př. n. l.)
- Bosporská říše – Pairisades II. (284–245 př. n. l.) » Spartacus IV. (245–240 př. n. l.)
- Pontus – Mithridates II. (250–220 př. n. l.)
- Kappadokie – Ariamnes (280–230 př. n. l.) a Ariarathes III. (255–220 př. n. l.)
- Bithýnie – Ziaelas (254–228 př. n. l.)
- Pergamon – Eumenés I. (263–241 př. n. l.)
- Sparta – Leónidás II. (254–235 př. n. l.) a Eudamidas II. (275–245 př. n. l.) » Ágis IV. (245–241 př. n. l.)
- Athény – Diomedon (246–245 př. n. l.) » Theophemus (245–244 př. n. l.)
- Makedonie – Antigonos II. Gonatás (272–239 př. n. l.)
- Epirus – Pyrrhos II. (255–237 př. n. l.)
- Římská republika – konzulové Marcus Fabius Buteo a C. Atilius Bulbus (245 př. n. l.)
- Syrakusy – Hiero II. (275–215 př. n. l.)
- Numidie – Gala (275–207 př. n. l.)